# St. Georg (Schulenrode)

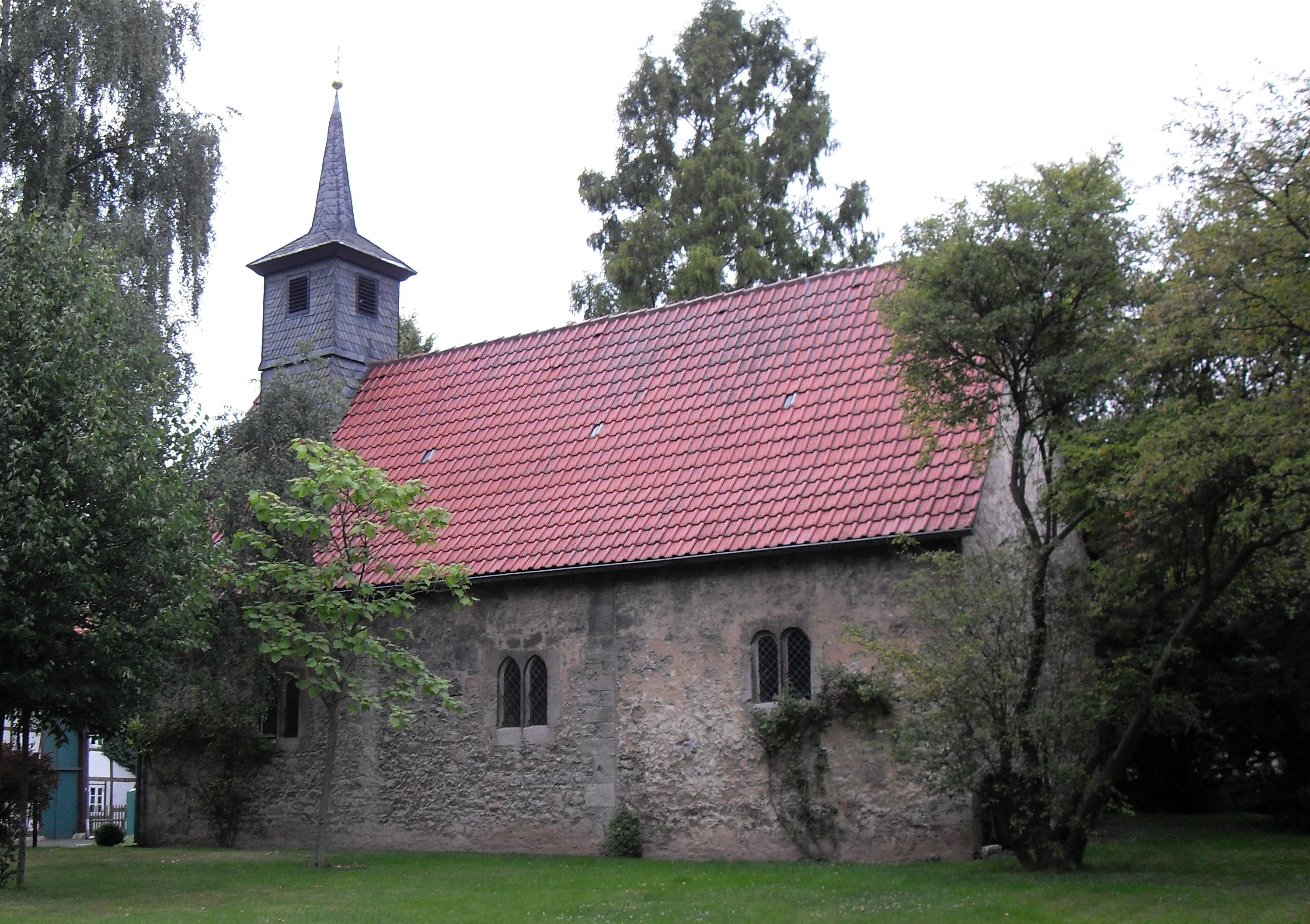
St. Georg

Die evangelisch-lutherische denkmalgeschützte Kirche St. Georg steht in Schulenrode, eine Ortschaft der Einheitsgemeinde Cremlingen im Landkreis Wolfenbüttel in Niedersachsen. Die Kirchengemeinde gehört zur Evangelisch-lutherischen Landeskirche in Braunschweig.

## Beschreibung
Die kleine Saalkirche ist das älteste, heute noch existierende Gebäude des Dorfes. Sie war schon vor der ersten urkundlichen Erwähnung des Dorfes im Jahre 1265 vorhanden. Sie hatte damals nur zwei Joche, zu erkennen an den Ecksteinen. Dem gotischen Kirchenschiff wurde im späten 15. Jahrhundert ein Chor von gleicher Breite und geradem Abschluss hinzugefügt. Aus dem Satteldach erhebt sich im Westen ein schiefergedeckter Dachreiter, in dem eine kleine Kirchenglocke hängt. Das Kirchenschiff hat spitzbogige Biforien, im Chor sind sie rundbogig. Das Kirchenschiff wird vom Chor durch einen Chorbogen getrennt. Bei der Restaurierung 1994 wurden im Chor Wandmalereien freigelegt.
Der Flügelaltar wurde 1474 von Hans Markgreve geschnitzt. Im Schrein sind die Anbetung der Könige und der heilige Georg, der Schutzpatron der Kirche, als Einzelfiguren dargestellt. In den Flügeln sind die 12 Apostel zweizeilig angeordnet. In der Predella befinden sich die Statuetten der Hildesheimer Bischöfe Bernward und Godehard sowie die der heiligen Katharina, Margaretha und Dorothea und die des Johannes des Täufers. Das Porträt von Jesus Christus wurde erst 1866 gemalt. Das achteckige Taufbecken ist von 1658.